# Stetten, Schaffhausen
Stetten är en ort och kommun i kantonen Schaffhausen, Schweiz. Kommunen hade 1 487 invånare (2023).